# Oxyomus cameratus
Oxyomus cameratus är en skalbaggsart som beskrevs av Schmidt 1908. Oxyomus cameratus ingår i släktet Oxyomus och familjen Aphodiidae. Inga underarter finns listade i Catalogue of Life.